# Philippe Delhaye
Philippe Charles Ghislain Delhaye (Namen, 17 februari 1912 - Dion-Valmont, 18 maart 1990) was een Belgisch moraaltheoloog en mediëvist. Hij was hoogleraar aan de Université catholique de Louvain en was van 1972 tot 1989 secretaris van de Internationale Theologencommissie.

## Levensloop
Delhaye was de zoon van een bediende, werkzaam bij de telegrafie, en volgde het middelbaar onderwijs in zijn geboortestad. Vanaf 1930 studeerde hij filosofie aan de universiteit van Leuven waar hij in 1933 zijn licentiaatsdiploma behaalde. Daarna ging hij naar de Pauselijke Universiteit Gregoriana te Rome en behaalde er in 1937 het licentiaatsdiploma in de theologie. Zijn priesterwijding volgde op 25 juli van dat jaar. Met een proefschrift over Zeger van Brabant behaalde hij in 1940 het doctoraat in de wijsbegeerte.
Na de Tweede Wereldoorlog begon Delhaye les te geven aan het Institut catholique de Lille en behaalde er in 1951 het doctoraat in de theologie. Hij bleef er doceren tot in 1959. Van 1952 tot 1966 gaf hij de cursus moraaltheologie aan de Université catholique de Lyon en van 1959 tot 1966 was hij eveneens gasthoogleraar aan de Universiteit van Montreal waar hij verbonden was aan het Instituut voor Middeleeuwse Studies van de faculteit Theologie.
Als theoloog was Delhaye betrokken bij de voorbereiding van het Tweede Vaticaans Concilie. In 1960 werd hij benoemd tot theologisch raadgever van de voorbereidingscommissie die haar vergaderingen hield in het Belgisch Pauselijk College en hij maakte als dusdanig deel uit van de zogenaamde Squadra Belga die een belangrijke rol zou spelen op het concilie. Tijdens het concilie werd hij op vraag van de Canadese kardinaal Paul-Émile Léger benoemd tot peritus en vervoegde diens progressieve fractie van theologen. Op 20 november 1964 werd hij lid van de commissie met betrekking tot bevolking, familie en nataliteit en schreef mee aan het decreet Gaudium et Spes uit 1965, dat door veel theologen gezien wordt als het belangrijkste conciliedocument.
In 1966 werd hij hoogleraar aan de Faculteit Theologie en Religiewetenschappen van de Leuvense universiteit. Na de splitsing en de verhuis van de Franstalige afdeling naar Louvain-la-Neuve was hij er de eerste decaan van 1968 tot 1972. Hij speelde als decaan een belangrijke rol in de oprichting van het tijdschrift Revue théologique de Louvain in 1970 waarvoor hij talloze bijdragen zou leveren. Delhaye bleef hoogleraar tot aan zijn emeritaat in 1982. Na zijn emeritaat zette hij zijn onderzoekswerk in de moraaltheologie verder, meer bepaald specialiseerde hij zich in de historische schriftelijke bronnen ervan.
Bij de oprichting van de Internationale Theologencommissie door Paus Paulus VI in 1969 werd Delhaye meteen benoemd tot lid van deze commissie. Van 1972 tot 1989 was hij er secretaris.
Delhaye stierf in 1990 op 78-jarige leeftijd. In 1993 werd zijn archief geïnventariseerd en verzameld in het Fonds Philippe Delhaye aan de UCL. Vooral de documenten met betrekking tot de Internationale Theologencommissie zijn van belang door de goede beeldvorming die verkregen wordt van de werking van de commissie.

## Werken (selectie)
Naast vele tientallen artikels in theologische tijdschriften schreef Delhaye onder meer de volgende werken:
- Un témoignage franduleux de Pierre de Blois sur la pédagogie du XIIe S., 1947
- Une controverse sur l'âme universelle au IXe siècle, 1950
- Le bien suprême d'après le "Policraticus" de Jean de Salisbury, 1953
- Gauthier de Châtillon est-il l'auteur du moralium dogma?, 1953
- Le problème de la conscience morale chez S. Bernard étudié dans ses oeuvres et dans ses sources, 1957
- Rencontre de Dieu et de l'homme, 1957
- "Grammatica" et "Ethica" au XIIe siècle, 1958
- La philosophie chrétienne au moyen age, 1959 (in 1960 vertaald in het Engels, Duits en het Italiaans en in 1961 vertaald in het Spaans)
- Permanence du droit naturel, 1961 (herdruk in 1968)
- Pierre Lombard: sa vie, ses oeuvres, sa morale, 1961
- Le decalogue et sa place dans la morale chrétienne, 1963
- La conscience morale du chrétien, 1964
- Pastoral Treatment of Sin, 1968
- Concilium Vaticanum II, 1974 (samen met Michel Guéret en Paul Tombeur)
- Principes d'éthique chrétienne, 1979 (samen met Joseph Ratzinger, de latere Paus Benedictus XVI)
- Enseignement et morale au XIIe siècle, 1988